# Moftul român (schiță)
Moftul român este o operă literară scrisă de Ion Luca Caragiale în două variante. Schiță-dialog, deschide primele două serii ale revistei omonime: I la 24 ianuarie 1893 și II la 1 aprilie 1901: „Moftul român a înviat! – Adevărat a-nviat!…”.